# Hakaru Masumoto
Hakaru Masumoto (1895-1987) est un pionnier des recherches sur les métaux et les alliages. Il a découvert de nombreux alliages uniques et de haute qualité, et a contribué à améliorer les performances des machines de précision.
Élève de Kotaro Honda, Masumoto met au point la poudre métallique Sendust en 1936. Il est lauréat du prix impérial de l'Académie japonaise en 1946.